# Горшков, Сергей Владимирович
Сергей Владимирович Горшков (14 февраля 1966, дер. Юрты, Новосибирская область) — российский фотограф, специализирующийся на съёмках дикой природы.

## Биография
Родился в деревне Юрты Тогучинского района Новосибирской области. Ещё в детстве всё свободное время проводил на природе. Окончил Новосибирский государственный аграрный университет, где познакомился с будущей женой Ларисой. После окончания вуза переехал на Север, собираясь развивать там сельское хозяйство. Позднее долгое время работал в нефтяной промышленности, был вице-президентом нефтяной компании «Магма», владел собственным бизнесом. В 2000 году переехал в Москву.

### Карьера фотографа
Увлёкся фотографией в 2001 году (по другим сведениям, активно начал снимать с 2003 года). По собственным словам, переход к фотографии произошёл неожиданно: будучи страстным охотником, однажды понял, что не может выстрелить в зверя, и после этого занимался только фотосъёмкой диких животных.
Фотографирует в сопровождении охранника, который также помогает ему по хозяйству. Неоднократно бывал в Ботсване, Намибии, на Камчатке, на острове Врангеля и во многих других уголках Земли. Из африканских стран свой выбор он остановил на Ботсване и в последнее время летает исключительно туда. Как-то ради съёмок одного и того же леопарда он летал в эту страну 22 раза. В 2003—2010 годах Горшков по несколько раз в год посещал Камчатку, проведя в воздухе за это время, по его собственным подсчётам, 435 часов и пролетев 480 тысяч километров.
Всё началось с Камчатки. «Я бесконечно благодарен Камчатке! Именно камчатские медведи разожгли во мне искру страсти к съемке дикой природы, и медведи являются моей визитной карточкой. Камчатка для меня стала концом первого путешествия и началом новой жизни».[уточнить]
В 2004—2005 годах снимал бурого медведя под водой, эти съёмки оказались первыми подобными в мире.
Среди проектов Сергея прежде всего следует отметить съемки на острове Врангеля и на плато Путорана. В данный момент он занят проектом «Русская Арктика»: «Я хочу запечатлеть строгий и прекрасный мир Арктики на всем протяжении от самой восточной до самой западной части России»[уточнить]
Горшков проводит семинары по всему миру, его работы выставляются в художественных галереях и публикуются в престижных изданиях разных стран. Кроме того, он является т. н. амбассадором («послом бренда») фирмы «Nikon» и на постоянной основе работает с журналом «National Geographic»[уточнить] .
Неоднократно избирался членом жюри конкурса фотографий дикой природы «Золотая черепаха», «Дикая Природа России», Председатель жюри конкурса РГО «Самая красивая страна».
Проводит выставки своих работ и семинары по фотографии как в городах России, так и во многих городах Европы. В 2014 году фотографии Горшкова были выбраны для рекламы Олимпийских игр в Сочи. Учредитель российского Союза фотографов дикой природы.

## Награды
- За свои фото работы Сергей получил множество престижных национальных и международных наград, в том числе шесть наград от BBC Wildlife «Фотограф года». Дважды, в 2007 и 2011 годах, был удостоен аналогичного приза на российском конкурсе «Золотая черепаха»
- 2020 год — Фотограф года в дикой природе (англ. Wildlife Photographer of the Year[англ.])[11][12][13]

## Публикации

### Книги
Автор девяти персональных фотоальбомов — «Медведь», «Камчатка-ускользающий мир», «След Кошки», «Камчатская Одиссея», «Русская Артктика. Остров Врангеля», «Плато Путорана», «Таймыр», «69 параллель», «Русская Арктика. Земля Франца Иосифа», которые переиздавались по несколько раз.

### Статьи
Неоднократно публиковался в журналах «National Geographic» (2004—2017), «BBC Wildlife» (2008—2009), «ZOO Фото» (2008), «Вокруг света» (2004, 2006), «Geo» (2005) и других.